# Phare de Palagruža
Le phare de Palagruža (en croate : Svjetionik Otočić Palagruža) est un feu actif sur l'archipel de Palagruža, dans le Comitat de Dubrovnik-Neretva en Croatie. Le phare est exploité par Plovput , une compagnie du Gouvernement de la République de Croatie.

## Histoire
L'île de Palagruža est une île croate isolée au milieu de la mer Adriatique à 48 km au sud de l'île de Lastovo, à 53 km du promontoire italien du Gargano et à 123 km du port croate de Split. Elle fait partie de l'archipel des îles dalmates méridionales (Južnodalmatinski ostrova) et tient son nom du grec Πελαγούσαι, au « large », en « haute mer », qui a donné Pelagosa, son nom latin, byzantin (jusqu'au Xe siècle), vénitien (jusqu'à la fin du XVIIIe siècle), austro-hongrois (jusqu'en 1918) et italien (jusqu'en 1946). Rattachée à la Yougoslavie en 1946, elle est depuis nommée Palagruža. C'est l'Empire austro-hongrois qui y a construit le phare en 1873. Mis en service en 1875, il se trouve sur le point culminant de l'île.
Dans le grand bâtiment qui fut un casernement de la marine austro-hongroise, puis italienne et ensuite yougoslave, des chambres sont aujourd'hui louées pour les vacances, avec transport en bateau au départ de l'île de Korčula. Le phare lui-même est automatisé mais l'île est toujours pourvue de gardiens.

## Description
Le phare  est une tour cylindrique en pierre de 23 m de haut, avec galerie et lanterne centrée sur une maison de gardien de deux étages. La tour est en pierre blanche non peinte et la lanterne est blanche. Il émet, à une hauteur focale de 110 m, un bref éclat blanc toutes les 17.5 secondes. Sa portée est de 26 milles nautiques (environ 48 km) pour le feu principal et 12 milles nautiques (environ 22 km) pour le feu de veille.
Identifiant : ARLHS : CRO-012 - Amirauté : E3586 - NGA : 11052 .

## Caractéristiques dufeu maritime
Fréquence : 17.5s (W)
- Lumière : 0.8 seconde
- Obscurité : 16.7 secondes

|          |
| Le phare |

|          |
| Le phare |

### Lien connexe
- Liste des phares de Croatie